# 奥赫特鲁普
奥赫特鲁普是德国北莱茵-威斯特法伦州的一个市镇。总面积105.63平方公里，总人口19443人，其中男性9778人，女性9665人（2011年12月31日），人口密度184人/平方公里。